# Трбосекова улица
Трбосекова улица (енгл. Ripper Street) је британска серија која се емитовала на каналима Би Би Си-ја. Прва епизода емитована је 30. децембра 2012. Друга сезона је потврђена да ће се снимати у јануару 2013, а прва епизода емитована је 28. октобра 2013.
Радња серије се смешта у 19. век, тачније 1889. годину 6 месеци после тешких злочина Џека Трбосека у Лондону. 

## Улоге
- Метју МекФадијен као детектив Едмунд Рејд
- Џером Флин као Бенет Дрејк, десна рука Рејда
- Адам Ротенберг као форензичар Хомер Џексон
- Мајана Бјуринг као Сузан Харт/Кејтлин Свифт, Џексонова супруга
- Шарлин МекКена као Роуз Ерскин, проститука у Сузанином борделу

## Епизоде
| Сезона | Сезона | Епизоде | Епизоде | Оригинално емитовање | Оригинално емитовање |
| Сезона | Сезона | Епизоде | Епизоде | Премијера            | Финале               |
| ------ | ------ | ------- | ------- | -------------------- | -------------------- |
|        | 1.     | 8       | 8       | 30. децембар 2012.   | 24. фебруар 2013.    |
|        | 2.     | 8       | 8       | 28. октобар 2013.    | 16. децембар 2013.   |
|        | 3.     | 8       | 8       | 14. новембар 2014.   | 26. децембар 2014.   |
|        | 4.     | 7       | 7       | 15. јануар 2016.     | 19. фебруар 2016.    |
|        | 5.     | 6       | 6       | 12. октобар 2016.    | 12. октобар 2016.    |

### Сезона 1
| Бр. еп. | Наслов                           | Премијера          | Гледаност у Уједињено Краљевство (милиони) |
| --- | -------------------------------- | ------------------ | ------------------------------------------ |
| 1 | ''Треба ми светлости''           | 30. децембар 2012. | 7,89                                       |
| Када се нађе тело виолинисте Мејд Твајтс, оно носи све обележја убиства Трбосека. Међутим, Џексонова обдукција указује да је реч о копији Трбосековог начина убијања. Упркос противљењу новинара Фреда Беста и главног инспектора Фредерика Аберлинеа, детектив инспектор Рејд и његов тим улазе у свет сер Артура Доналдсона, пионира у раној фотографској порнографији након што је открио да постоји филм где је убица задавио Мејд. Истрага постаје сложенија када се открије да је Доналдсон купио услуге Роуз (која се већ појавила на сличним фотографијама) и још једне проститутке. |                                  |                    |                                            |
| 2 | ''У моју заштиту''               | 6. јануар 2012.    | 6,94                                       |
| Ернест Манби 63-годишњи произвођач играчака пронађен је претучен до смрти. Џорџ Лак и Комитет за надзор тврде да је 14-годишњи Томас Говер одговоран. Рејдову савест оспорава радикални адвокат Иглс, пријатељ РејДоув жене, и гувернерка сиротишта Дебора Горен, што доводи до тога да се Говер стави под заштиту Рејда. Џексоново опијање и коцкање Доувли су до губитка прстена који је њега и Сузан везао за њихову заједничку америчку прошлост. Два догађаја доводе до тога да Сузан поврати прстен од коцкарнице коју је водио Карлмајкл који користи своју дечију банду да нападне сиротиште госпођице Горен, желећи да убије Говера. |                                  |                    |                                            |
| 3 | ''Краљ је позвао''               | 13. јануар 2012.   | 6,54                                       |
| Страх од повратка "краљеве" колере и шири се паника међу грађанством. Обдукција капетана Џексона одбацује колеру и указује на пожар у цркви светог Антуна изазвану намерним загађивањем хране у оба округа. Инспектор сидни Реслер придружио се Рејдовом тиму док претражују трагове и везе пет мртвих радника Лондона који укључују трансвестизам и хомосексуалност. Рејдова жена тражи покровитељство за своје добротворне напоре и подлеже истој болести, видећи своју мртву ћерку у делиријуму. Док се Џексонова лабораторија пуни телима и без јасне везе између жртава које је могуће пронаћи, тим делује против времена како би пронашао неки основни образац усред пораста плима и болести. |                                  |                    |                                            |
| 4 | ''Доброта града''                | 20. јануар 2012.   | 6,95                                       |
| Чишћењем канализације Вајтчапела а за подземну железницу одборник Стенли Боун открива сцену убиства два тела, двоје мале деце и појављује се непоуздани сведок - једна девојчица. Луси Имс, трудница и бивша шеснаестогодишња проститутка у борделу Сузан, центар је сложене мреже завере која укључује доброћудног др. Карла Крејба, водећег психијатра специјализованог за лоботомије. Рејд открива да је један убица неко кога познаје, а тајновита деца преузимају се из сиротишта госпођице Горен док Рејд затвара случај које наизглед у себи има и угледне људе који се баве корупцијом и злостављањем. |                                  |                    |                                            |
| 5 | ''Тежина мушкарчевог срца''      | 27. јануар 2012.   | 6,47                                       |
| Пљачка војног стила трн је у оку детективу Инспектору Рејду након враћања украдених драгуља - осим једног плавог сафира. Дрејк се заљубио у Роуз и он се нада животу са њом, упркос упозорењима Рејда и Џексона. Она, међутим, сања да буде глумица. Драке се суочава са својом прошлошћу када се његов бивши заповедник током Махдистичког рата, пуковник Медок Фолкнер враћа у Лондон како би затражио компензацију за 'неправедно' поступање војника британске војске планирајући храбру пљачку Краљевске ковнице а за улазак је потребна Дракеова помоћ. Рејд затвара пљачкаша и Драке открива да су његове оданости стављене на тест. |                                  |                    |                                            |
| 6 | ''Такмичење сенки''              | 3. фебруар 2012.   | 6,31                                       |
| Лондонским штрајком из 1889. који је Доуво до протеста на улицама Лондона, убиством јеврејског анархиста џошуа Блума у експлозији бомбе и дизањем у ваздух Међународног радног мушког клуба у Бернер Стриу види Рејд доводи тим до тога да се боре против руских терориста. Џексон прелази у тајни напад како би се инфилтрирао у штрајкаче, али Рејда упозоравају случај случај комесари да имају сазнања о активностима руског шпијуна Морисона. Када његова супруга каже Рејду да очисти спаваћу собу њихове ћерке Матилде, он се исповеда госпођици Горен, испричавши јој околности како је задобио опекотине на телу када је његова ћерка нестала и изјавио да верује да је још увек жива. |                                  |                    |                                            |
| 7 | ''Човек мог друштва''            | 17. фебруар 2012.  | 6,10                                       |
| Међународни бродски магнат Теодор Свифт стиже у Лондон са својом подружницом да изврши аквизицију лондонске бродарске линије. Вођа гостујућег клана Пинкертон, Франк Гуднајт жели да нађе капетана Хомера Џексона. Џексон, међутим, не жели да буде пронађен. У међувремену, тело инжењера, изумитеља новог бродског мотора који би могао спасити компанију, привлачи Рејдову пажњу. Рејдова истрага супруге инжењера доводи до катастрофалних резултата и ставља Џексона под сумњу главног инспектора када је проститутка пронађена убијена на исти начин као и Трбосекове жртве. |                                  |                    |                                            |
| 8 | ''Од какве је користи наш рад?'' | 24. фебруар 2012.  | 6,44                                       |
| Рејд је расејан а његов тим у комадима док је улица Леман уздрмана до темеља након недавних догађаја. Кад је Аберлин убеђена да је Џексон Трбосек, он је у притвору и суочен је са смртном казном. Рејд је уверен у Џексонову невиност и доводи Лавендера који је видио Трбосека са једном од својих жртава претходне године, али Лавендер доказује да то није кључ за Џексона пуштање из притвора. Рејд тражи утеху с госпођицом Горен а Драке с Белом, једном од девојака Сузан. Росе напушта бордел да остане у прихватилишту госпође Рејд и путем странице усамљених новина у новинама тражи богатог мужа. Кад Росе нестане, Рејд и Драке сумњају да у њиховој средини делује бели прстен ропства, на челу с претходним осумњиченим Трбосеком, Виктором Силвером. Рејд открива да је Силвер био једна од несталих жртава несреће у чамцу на којој су учествовали он и његова кћерка. Силверу у раду помаже његова сестра Клара и брат Барнаби. Џексон је на крају добио прилику да свима докаже да није Трбосек. |                                  |                    |                                            |

### Сезона 2
| Бр. еп. | Наслов                      | Премијера          | Гледаност у Уједињено Краљевство (милиони) |
| --- | --------------------------- | ------------------ | ------------------------------------------ |
| 1 | ''Невино''                  | 28. октобар 2013.  | 6,45                                       |
| Када се наредник из суседног полицијског округа Лајмхаус баци кроз прозор стана на гвоздене ограде испод, Рејд се нађе у мутној трговини легалним опијумом у кинеској четврти, која се у у Вајтчапелу полако претворила у хероин уз помоћ детектива Шајна и Лајмхауса, који је претходно провео 10 година у хонгконшкој полицији. Рејд, кога је Шајн назвао невиним, нашао се оптуженим за убиство наредника у болници где би једини сведок могао бити Џозеф Мерик. |                             |                    |                                            |
| 2 | ''Зар нисам монструозан?''  | 4. новембар 2013.  | 5,48                                       |
| Млада жена, Стела Брукс, убијена је у болници убрзо након што је родила дете. Жена има необичан деформитет који води Рејда да тражи помоћ од Џозефа Мерика и проналази га престрављеног након посете инспектора Шајна, који се такође појављује у овом случају. Џексон открива да је Сузан има неразмирених дугова са Силасом Дуганом (Франк Харпер), још једним Шајновим пријатељем. Осумњичени Џон Гуд био је два пута затвореник у азилу др Карла Крејба. Мерик, који може ослободити Рејда, у сну је мистериозно умро, а убиство наредника Шајна је нерешено. (У серији је Шајн убио Мерика присиливши га да легне што га је Доувло до гушења; у стварности се претпостављало да је добровољно легао што је Доувло до гушења и потом смрти; емисија представља алтернативну теорију да је Мерик убијен) |                             |                    |                                            |
| 3 | ''Постани мушкарац''        | 11. новембар 2013. | 5,03                                       |
| Отмичари жена, присталице Џејн Кобден, једне од првих већника лондонске жупаније, узимају истакнутог члана већа са стола у музичкој дворани у којој Роуз сада ради као конобарица. Поново штрајкују у борделу узимајући адвоката из бордела заједно са Сузан. Адвокат је Томас Ели. Трећа жртва отмице представља Рејду везу са штрајком у Лондону из 1888. године. |                             |                    |                                            |
| 4 | ''Динамит и жена''          | 18. новембар 2013. | /                                          |
| Ирски бомбаш, Ејден Галвин излетео је из затворског вагона када машиновођа наизглед има срчани удар и једва дан касније је убијен истакнути М. П., противник покрета ирске аутономије. Главни инспектор Аберлин је уверен да је Ирско републиканско братство још једном активно и наређује Рејду да пошаље једног детектива тајним путем у ирску заједницу како би се спријатељио са ћерком Галвина. Џексоново форензичко испитивање два смртна случаја указује на ривалске електричне компаније које се такмиче за изградњу електране. |                             |                    |                                            |
| 5 | ''Нит свиле и злата''       | 25. новембар 2013. | 4,27                                       |
| Дављење дечака који разноси новине диже панику међу осталим дечацима који почињу да протестују и уцењују своје клијенте, главни међу њима је Винсент Федервел. Истрага води Рејда у Барингс банку и очигледно самоубиство једног од њених запослених и лоше пословање банке због економске криз у Аргентини подиже сумњу. Фред Бест, један од клијената дечака, постаје укључен као Рејдов инструмент правде када закон не успе. Џексонов проналази начин да се ослободи дуговања његова супруга који дугује новац, Дугану и он почиње да је узнемирава када изгуби сав њихов новац у аргентинским залихама. |                             |                    |                                            |
| 6 | ''Јачи и вољенији свет''    | 2. децембар 2013.  | 4,18                                       |
| Напади на цркве и синагоге прети кршењем мира између верских заједница. Ујак Беле Дрејк, Габриел Кејн, харизматични научник и бивши члан Херметичког реда Златне Зоре, са групом фанатичних следбеника његових неортодоксних окултних веровања елизабетанског астролога Џона Деа желе да конвертују Дрејка. Роуз, која тражи финансијску помоћ од Сузан, пада под претњом исте фанатичне групе. Рејд је запањен кад је нашао фотографију трудне Бел. Трагедија наилази када су се он, Бела и Роуз окупили да учествују у окупљањима у којима је намера починити масовно самоубиство. |                             |                    |                                            |
| 7 | ''Наша издаја - први део''  | 9. децембар 2013.  | /                                          |
| Роуз тражи несталог Дрејка. Џексонов брат, Данијел Џаџ, стиже са украденим дијамантом из јужноафричке рударске компаније. Сузан има проблем са Дуганом који жели да јој отпише дуг тако што ће водити њен бордел и заузети место њеног несталог мужа. Рејд и Флигхт истражују преваранта који је преварио златара Натанијела, који је под заштитом Шајна изгледа недодирљив. Џексон верује да ће дијаманти решити његове проблеме са Сузан, али агенти рударске компаније траже његов повратак. Рејдова истрага води до тога да је златар убијен. |                             |                    |                                            |
| 8 | ''Наша издаја - други део'' | 16. децембар 2013. | 4,63                                       |
| Три леша пронађена на исти начин као и Натанијел, води Рајда на прагу инспектора Шајна. Идентификовање лешева води до имовинског проблема и Силаса Дугана коме Џексонов брат жели продати украдени дијамант. Немогуће да процесуирају Схинеа или Дугана, Џексон и Сузан виде начин да се освете Дугану док Рејд тражи Шајнов пораз у боксерском мечу са Дрејком. |                             |                    |                                            |

### Сезона 3
| Бр. еп. | Наслов                           | Премијера           | Гледаност у Уједињено Краљевство (милиони) |
| --- | -------------------------------- | ------------------- | ------------------------------------------ |
| 1 | ''Терминали Вајтчапела''         | 31. јул 2015.       | 5,60                                       |
| Катастрофа на железници Рејду доноси неочекиване последице. Одважна пљачка је прошла успешно, али не без озбиљне несреће. Како се полиција све више и више приближила починиоцима, они се суочавају са мучном одлуком. Док се Рејд бори за повратак мира на улицама обојеним од крви у Вајтчапелу, његов бивши тим се прегруписује. Иначе, Сузан је створила посао ван свог бордела и то неминовно привлачи пажњу инспектора. |                                  |                     |                                            |
| 2 | ''Ломљење њених крила''          | 7. август 2015.     | 4,95                                       |
| Истрага о убиству у радњи доноси проблеме Рајду и Сузан и открива се прича о заробљеној девојци. Прича о несигурности и застрашивању прогони полицију док покушавају да одгонетну ко је убица. Сузан, као и увек, није далеко и покреће своју замку за инспектора. Како се ужасна истина полако открива, Рејд мора да контролише себе док покушава да спаси девојку за коју се чини да држи све одговоре. |                                  |                     |                                            |
| 3 | ''Пепео и дијаманти''            | 14. август 2015.    | 4,28                                       |
| Александер Ле Чејн, мистериозни видовњак пронађен је мртав на месту где је имао наступ. Џексон претпоставља да отров има улогу и сасвим сигурно у обдукцији открива хидроген цијанид. Пошто Рејд нестаје, Драке уђе у истрагу и ухапси Алексиног нападача Езру. Док се истрага наставља, девојка која живахно злоставља мушкарце и откривају се три афере. У међувремену, Драке се нађе на тесту оданости и ближи се решавању врло запетљане слагалице. Иначе, Сузан се и даље брине за Матилду и планира је послати у Швајцарску. |                                  |                     |                                            |
| 4 | ''Твој отац, мој пријатељ''      | 21. август 2015.    | 3,71                                       |
| Драке открива Рејда који се крио у колиби на плажи Маргате и обавештава га да нико други није видио да убија Баклија и да је Матилда жива. Враћају се у Вајтчапел и на крају проналазе Матилду у борделу, где ју је одвео Хари Вард. Др Фрejn каже Рејду да има разлога да верује да је Матилда видела његове досијее o Трбосеку и детаље његова прва два убиства, при чему су је фотографије жртва уплашиле и зато се сакрила од Рејда. Сумњајући у улогу Капшава у пљачки у возу, Фред Бест изводи доказе који показују да је украдени новац припадао Сузанином оцу - који он даје Џексону. Рејд се поновно спаја са ћерком. Џексон се суочава са Сузан и они се помире. Џексон верује да је невина и упућује Рејда да реши ствар са Капшавим. Пре него што Рејд успе да ухапси адвоката, Сузан га упуца иза завеса, а затим убије Капшава док он прекрива Рејдово тело, изгледајући као да су пуцали један у другог у одбрани. |                                  |                     |                                            |
| 5 | ''Тешке чизме''                  | 28. август 2015.    | /                                          |
| Џексон покушава да попије своју тугу, а Драке још једном спава с Роуз док Рејд лежи у болници. Али Фред Аберлин их натера да реше убиство политичара, чије је тело пронађено забијено у бачви. Њихова истрага доводи их до банде кувара из локалне пиваре, који су користили тактику застрашивања како би осигурали да локални службеници и даље послужују локална пива, а не пиво изван Лондона. У међувремену, Драке се суочава с Росе у музичкој дворани, захтевајући јој да каже веренику о њиховој вези. Сумња коначно пада на млађег од два брата пивара који су приправници у пивари. Џексон убеђује старијег брата, који умире од конзумације, да наговори своју сестру да не убије Грејс, коју је пиварска банда отела. Џексон седи, размишљајући о свим страхотама које је видио док га Мими теши. У болници Рејд сања о својој прошлости и својој ћерки и буди се. Сузан га поздравља и пита "Господине, ко сам ја?".  |                                  |                     |                                            |
| 6 | ''Непоколебљива истина''         | 4. септембар 2015.  | /                                          |
| Рејд док се још опоравља хапси лејди Веру, грофицу и аристократкињу која је пронађена без свести у кући, поред леша продавача цвећа Иде Ватс. Обе жене су биле дрогиране, а приведен је и Идин рођак Том Дентон, познати лопов који дрогира своје жртве. Објашњава да је Иду убедио за секс са Вером и њеним супругом, који стиже у полицијску станицу тражећи да му се пусти супруга. Лејди Вера признаје убиство, али савремени уређај за препознавање отиска прстију доказује да није она ипак пуцала на Иду. |                                  |                     |                                            |
| 7 | ''Живи слободно, живи истинито'' | 11. септембар 2015. | 4,03                                       |
| Џон Кјури, хемичар, убијен је с доказима да је био тај који је своје клијенте третирао опасним једињењима олова. Његов приправник указује полицији на операцију и јаку кутију која садржи доказе да је лекар који је изводиок операцију експериментисао са стерилизацијом. Др Фрејн уверава Сузан да запосли др Рола, који ће проводити медицински боље операције како би спречио девојке да врше абортусе по ко зна каквим столовима и код лоших лекара. |                                  |                     |                                            |
| 8 | ''Мир Едмунда Реја''             | 18. септембар 2015. | /                                          |
| Амерички новинар Ралф Акерман мучен је и убијен након састанка с Фредом Бестом како би разговарали о трговању Теодореа П. Свифта, који се вратио у Лондон како би направио простор за свој шири посао. У међувремену, упоређујући отиске који су пронађени на пиштољу, Џексон се суочава са Сузан о праћењу Рејда, што она и потврђује, уз откриће да је трудна. Рејд се састаје са Сузан и нуди јој да је поштеди тренутног хапшења ако му помогне да ухвате Свифта. Џексон успева да нађе Беста и понуди да га чува у затвореним просторијама, али Бест игнорише упозорење и креће у потрагу за истином. У међувремену, Драке коначно изјављује своје осећања према Росе, што резултира очекиваном просидбом. |                                  |                     |                                            |

### Сезона 4
| Бр. еп. | Наслов                             | Премијера           | Гледаност у Уједињено Краљевство (милиони) |
| --- | ---------------------------------- | ------------------- | ------------------------------------------ |
| 1 | ''Дом странца - први део''         | 22. август 2016.    | 4,44                                       |
| Сезона 4 почиње проналаском леша муслиманског адоката. У међувремену, Рејд и Матилда, срећни у својим новим кућама уз обалу, примају изненађујућу посету Деборе Горен која моли Рејда да се врати у Вајтчапел како би поново истражила убиство због којег је признати научник Исак Блум затворен и за кога верује да је невин за злочин. Дракеова истрага о убијеном адвокату заустављена је доласком специјалног инспектора подружнице Константина који тврди да је Дракеов осумњичени за убиство у ствари мета тајне операције. Др Карлил Пробин има предлог за Сузан. |                                    |                     |                                            |
| 2 | ''Дом странца - други део''        | 29. август 2016.    | 3,28                                       |
| Драке је шокиран Роузином тврдњом да узимају старатељство над Сузаниним и Џексоновим сином Конором након што обесе Сузан. У међувремену, Рејдов повратак у град на захтев Деборе наишао је на широко негодовање. Инспектор Константин затвара Дракеовог заробљеника у нади да ће извући признање, баш као што Џексон повезује пошиљку куркуме са жртвом убиства, дајући Дракеу и мајору Ал-Кадиру нов случај за испитивање. Аугустус Дов борави код Абела Крокера изненађујућом посетом да га упозори на полицијску истрагу, али када Крокер открије идентитет убице, он одлучује да сам спроведе правду. Џексон је приморан да предузме драстичне мере како би осигурао помоћ доктора Пробина у обезбеђивању Сузаниног бекства из притвора, а Драке се наљутио када прими обавештење о Рејдовој тајној истрази. |                                    |                     |                                            |
| 3 | ''Изгубљена савест''               | 5. септембар 2016.  | 3,21                                       |
| Матилда Рејд открила је младића из радничке куће, Томи Ригса, у напуштеној кући. Када дечак умре у наручју оца, њему је приоритетно да открије ко је или шта био одговоран за дечакову смрт. Обилази радну кућу и разговара са мајстором Корнелијем Дивљим, који тврди да је дечак побегао пре неких седам дана, али да је био потпуно здрав када је нестао. Када млада жена, Лена Старлинг дође како би идентификовала дечака, Рејд схвата да је збуњена и да тражи одговоре о стварној судбини свог сина. Дракеу, међутим, није импресиониран када му је Рејд доделио истраге, четири жртве којима су руке исечене због злочина крађе. У међувремену, Роуз такође има својих проблема када се бори да се повеже са ново усвојеним сином Конором. |                                    |                     |                                            |
| 4 | ''Бели свет направио црвени''      | 12. септембар 2016. | 3,21                                       |
| Откриће тела у продавници са месом натера Дракеа и Рејда да разгледају и нађу да је још једна жртва лежала мало даље, обе особе су биле подвргнуте грозном експерименту трансфузије крви за који се чини да је пошао погрешним путем. Џексон открива ране које сугеришу да је мушкарац обешен само 24 сата раније, па би га зато требало задржати у мртвачници у лондонској градској болници. Рејд долази у посету Фредерику Тревесу, који пориче да је зна нешто о телу несталом из мртвачнице. Идентитет жртве открива се када картица у његовом поседу открива да је био запослен у пољској радној кући. Тачер тамо проналази другу жртву, Магдалену и открива очајнички план човека да пронађе тачну крвну групу за његову тешко болесну ћерку. |                                    |                     |                                            |
| 5 | ''Човек од гвођжа, човек од дима'' | 19. септембар 2016. | 3,07                                       |
| Када је фудбалер лондонске лиге брутално убијен, кључни осумњичени у овом случају је Томас Говер, члан дечије банде на коју су наишли осам година раније након убиства играчака Рејд и Драке. Дрејк верује да је он сада промењен човек, после служења у војсци и обезбеђења посла у железари која запошљава само мушкарце - али Рејд не верује да се човек може променити. Даљња истрага Џексон-а доводи до открића да је Говер био присутан на месту убиства, али да није починитељ. Говер се, међутим, није у стању носити са ситуацијом и прибегава очајничким мерама за осигурање властитог здравља. У међувремену, Сузан види начин како да избегне свој тајни живот са Џексоном и њеним сином, али Џексон је шокиран када је открио њен план да опљачка оног човека који јој је понудио да јој помогне. |                                    |                     |                                            |
| 6 | ''Нема вукова у Вајтчапелу''       | 26. септембар 2016. | 3,07                                       |
| Драке је збуњен када је Томас Говер пронађен убоден на улицама. Џексон поставља занимљива питања када се установи да је Говер задобио сличне повреде као и жртва убице убијеног Исака Блума. Рејд почиње испитивати да ли је Говерово убиство на неки начин повезано са Бумовим случајем, али његови налази само бацају додатну сену на Дракеову истрагу. Убрзо локални рабин открије трећу жртву. Рејд и Драке су приморани да оставе своје разлике и раде заједно на заробљавању сада сумњивог серијског убице који делује у граду. У међувремену, Роуз је уверена да је Сузан избегла своју судбину у затвору и покушава да је докаже. |                                    |                     |                                            |
| 7 | ''Едмунд Рејд је учинио ово''      | 3. октобар 2016.    | 2,97                                       |
| Драке и Рејд су уверени да је Доув на неки начин умешан у случајеве убистава из прошле епизоде и касније су открили доказе који сугеришу да је Рејчел Костело био један од два млада дечака које су вукови пратили, док су путовали из своје јеврејске заједнице. У међувремену, Тачер и Друмонд организују хапшење како би ухватили одговорне за крађу три скупе порцеланске вазе, али су шокирани када нађу Џексона у поседу пљачкаша. Џексон даје Рејду информације које га воде у пристаниште, где проналази човека који је виђен на месту убиства Голема као и Сузан. Његови планови да сруше Доува разорени су када Роуз понуди информације које воде Доува до тела Теодора Свифта и поруку која гласи „Едмунд Рејд је учинио ово“. Рејд, Драке, Џексон и Сузан крећу се у подземне тунеле како би пронашли Доува и Натанијела, али проналазећи Крокера који је скоро мртав. Њих четворо раздвајају се како би пронашли браћу, а Драке се суочио са Натанијелом. Они се свађају, што се завршава тако што је Натанијел угризао Дракеа за врат и смртно га ранио. Натанијел бежи док Рејд, Џексон и Сузан трче до Дрејка, али Драке умире. |                                    |                     |                                            |

### Сезона 5
| Бр. еп. | Наслов                      | Премијера     | Гледаност у Уједињено Краљевство (милиони) |
| --- | --------------------------- | ------------- | ------------------------------------------ |
| 1 | ''Затворена корпа''         | 19. јун 2017. | 3,02                                       |
| Рејд, Џексон и Сузан - у бекству од полиције - и бринући се за Џексоновu бившu пламен Мими Мортон - морају пронаћи начин да сруше помоћника комесара Douva и открију истину о серијском убици Натанијелу. Рејд и Џексон откривају да је Натанијел одговоран за напад у којем је украден борбени пас од његовог власника, и кренули су у откривање локације следеће борбе паса. Пре него што су стигли, Натанијел је ослободио све борбене псе, изазивајући стампедо кроз град. Рејд и Џексон настављају, али губе Натанијела у гомили. У међувремену, дивизија је представљена њиховом новом вођи - страшљивом инспектору Шину. Када Шајн сазна за присуство Џексона и Рејда у догађају, он поставља другу поставу људи у нади да ће их намамити да обезбеде њихово хватање.                                                                             |                             |               |                                            |
| 2 | ''Лепа нит''                | 26. јун 2017. | 2,41                                       |
| Рејд и Џексон приморани су да беже када Шајн и Тачер стигну у позориште, сумњајући да је то њихово скровиште. Џексон је приморан да контролише свој окидач на пиштољу када ШАјн прети да ће наудити Мими. Они одлучују да користе недавно преминуло тело доктора као трик како би се Натанијел појавио. Они поново стварају повреде нанете његовим ранијим жртвама користећи зубове вука, а тело остављају у уличици само неколико метара од улице Леман. Шајн је, међутим, сувише паметан и упола идентификује тело као превара. Када јутарњи лист прикаже Рејда као помало будног јунака, Схине се суочава с уредником Кастелом али његово испитивање је превише за Тачера, који Рејда, Џексона и Сузан зове да им понуди толико потребну помоћ. |                             |               |                                            |
| 3 | ''Све сјајне оштрице''      | 3. јул 2017.  | 2,14                                       |
| Натанијел, којег је његов брат протерао у запуштену викендицу на селу ван граад, налази утеху код продавача рибе, господина Сумнера, који свакодневно обилази како би сакупљао јегуље које би продали на свом штанду. Када господин Сумнер изненада умре од дуго претрпљене болести, Натанијел нуди помоћ његовој ћерки Пруденс и њеном малом сину Робину. Међутим, он открива да је њен брат Калеб недобродошао. Када лопов покуша украсти Пруденсину ствари из штале, Натанијел реагира ломљењем прстију лопову. Присиљена да бежи, касније му је Пруденс опрашта због његових поступака. Натанијел успева да поврати њено поверење, али током процеса открива да ју је претукао Калеб. Када се суочи са Калебом, ситуација постаје насилна и Натанијел је приморан да пази док се његове животињске склоности још једном издижу на површину.          |                             |               |                                            |
| 3 | ''Сањајући мртав''          | 17. јул 2017. | 2,31                                       |
| Тачер открива да се млади Робин скривао у страху након смрти мајке и ујака. Преноси дечака Рејду, Џексону и Сузан, а они успевају да открију информације за које верују да би их могле водити до Натанијела. Када стигну у кућу Сумнерса, открију да је очишћена и да су збринута два тела. Шајн, међутим, није далеко, али изненађен је када сазна о правом идентитету убице. Уз РејДоув информације, суочава се с Доувом и открива да су гласине о животињским тенденцијама његовог брата тачне. Доув, међутим, убеђује Шајна да је Рејд већа претња. Рејд и Џексон проналазе Робиново тело у реци. Џексон одлучује да прекине своје учешће у Рејдовој операцији и уместо тога спаси сина из канџи Доува. Рејд је, у међувремену, жртва замке коју је поставио Шајн.                                                                                   |                             |               |                                            |
| 3 | ''Извештаји о појављивању'' | 24. јул 2017. | 2,06                                       |
| Доув је изведен пред лице правде, као и његови брат Натанијел и Сузан. Да прикрије јавни скандал, повереник наређује да се Доув затвори без суђења под лажним именом. Уместо да оде на Сузанино погубљење, Џексон одлази са Конором у Сједињене Државе. Рејд се враћа као инспектор. Матилда се удаје и, трудна је, напушта град ради здравијег окружења за одгајање детета. Рејд одбија да иде са њом читајући њена писма и гледајући слике које му шаље. Мимино позориште отвара се за јавност и на новогодишњу ноћ 1899. године Мими одлази са адвокатом након што је у Сједињеним Државама добила вест о Џексоновој смрти. Рејда и даље муче успомене на Џека Трбосека и покушаји проналаска затвора због тога што није успео да реши случај. Рејд остаје у граду роводећи век века сам у својој канцеларији читајући дневне извештаје о догађајима. |                             |               |                                            |

## Критике
На Метакритику прва сезона серије има резултат од 72 од 100, што указује на "опште повољне критике". На сајту Ротен томејтоуз прва сезона има 100-постотни резултат, на основу 17 рецензија.
Сем Воластон из Гардијана је рекао: "Било би лако бити негативан према серији. Да ли нам стварно треба више о причи која није направљен до њене смрти, већ је исцрпљена, а унутрашњости су јој истргнуте? " али закључује своју рецензију рекавши да је сценарио стваран, жив и људски. Прелепо је изведен и прелепо за гледање - модерно и стилизовано.